# Zbiornik detencyjny
Zbiornik detencyjny lub staw detencyjny – typ zbiornika wodnego o małej pojemności zlokalizowanego na cieku wodnym, najczęściej na terenach zurbanizowanych. Jego głównym zadaniem jest redukcja przepływów wezbraniowych oraz poprawa jakości wód odpływowych. W literaturze anglojęzycznej funkcjonują nazwy sediment detention ponds oraz dual purpose detention ponds.
W zbiorniku detencyjnym odkłada się rumowisko unoszone przez ciek, w postaci drobnego materiału płynącego wraz z wodą. Może ono zawierać liczne zanieczyszczenia, wśród których wymienia się związki fosforu, metale ciężkie oraz niektóre nuklidy promieniotwórcze. Ponadto rumowisko to może zamulać dolinę cieku, położone na nim budowle hydrotechniczne i zbiorniki, obniżać jakość wody i utrudniać jej uzdatnianie.
Oprócz roli podstawowej akweny takie mogą pełnić także funkcje estetyczne, wypoczynkowe, przeciwpożarowe, przeciwpowodziowe lub irygacyjne. Zmniejszają także skutki erozji wodnej.
Przykładem zbiornika detencyjnego jest Staw Wyścigi w Warszawie na Potoku Służewieckim. Badania nad nim wykazały, że w przypadku wezbrania w dniu 26 kwietnia 2014 roku wywołanego długotrwałym i intensywnym opadem, zakumulował on 68% materiału dopływającego z wodą wezbraniową.